# Společná kyčelní žíla
Společná kyčelní žíla (latinsky: Vena iliaca communis dextra et sinistra) vzniká soutokem zevní (vena iliaca externa) a vnitřní kyčelní žíly (vena iliaca interna) v úrovni pátého bederního obratle. Odvádí odkysličenou krev z pánve a dolních končetin. Soutokem vena iliaca communis dextra a sinistra vzniká dolní dutá žíla (vena cava inferior).
Společná kyčelní žíla běží podél společné tepny kyčelní (arteria iliaca communis).
Větve společné kyčelní žíly jsou:
- vnitřní kyčelní žíla (vena iliaca interna)
- zevní kyčelní žíla (vena iliaca externa)